# ドラグネット 正義一直線
『ドラグネット 正義一直線』（ドラグネット せいぎいっちょくせん、原題：Dragnet）は、1987年制作のアメリカ合衆国のコメディ映画。
1950年代から70年代にかけて放送されたラジオ・テレビドラマのリメイク。ダン・エイクロイド、トム・ハンクス出演。テーマ曲はアート・オブ・ノイズの『Dragnet』。サウンドトラック盤にも収録された。

## あらすじ
ロサンゼルス市警察の勤勉な刑事ジョー・フライデーは、自分とは正反対に若くて軽いノリのペップを相棒に付けられる。
2人は互いに反目し合いながらも、最近頻発している、「ペイガン（P.A.G.A.N.）」なる教団による不可解な連続強盗事件を追う。

## キャスト
| 役名                       | 俳優                             | 日本語吹替                                             | 日本語吹替 |
| 役名                       | 俳優                             | テレビ朝日版                                           | 機内上映版 |
| -------------------------- | -------------------------------- | ------------------------------------------------------ | ---------- |
| ジョー・フライデー         | ダン・エイクロイド               | 広川太一郎                                             | 銀河万丈   |
| ペップ・ストリーベック     | トム・ハンクス                   | 井上和彦                                               | 大塚芳忠   |
| ジョナサン・ワーリー       | クリストファー・プラマー         | 穂積隆信                                               | 穂積隆信   |
| ビル・ギャノン署長         | ハリー・モーガン                 | 大木民夫                                               | 北村弘一   |
| コニー・スワイル           | アレクサンドラ・ポール           | 佐々木優子                                             | 高島雅羅   |
| エミール・マッズ           | ジャック・オハローラン           | 郷里大輔                                               | 笹岡繁蔵   |
| ジェーン・カークパトリック | エリザベス・アシュレイ           | 沢田敏子                                               | 高橋ひろ子 |
| ジェリー・シーザー         | ダブニー・コールマン             | 大塚周夫                                               | 筈見純     |
| イーニッド・ボーデン       | キャスリーン・フリーマン         | 青木和代                                               | 片岡富枝   |
| ピーター・パーヴィン市長   | ブルース・グレイ                 | 有本欽隆                                               | 塚田正昭   |
| ロイ・グレスト             | ピーター・リーズ                 | 上田敏也                                               | 島香裕     |
| ベイトメイト               | ドナ・スピア                     |                                                        |            |
| マンディおばあちゃん       | レンカ・ピーターソン             | 竹口安芸子                                             | 高村章子   |
| シルヴィア・ウィズ         | ジュリア・ジェニングス           | 滝沢久美子                                             | 鳳芳野     |
| エイプリル                 | リザ・アリフ                     | 亀井芳子                                               | 林優子     |
| 警察官                     | ジョシュ・クルーズ               | 藤本譲                                                 | 塚田正昭   |
| 女性白バイ警官             | ニーナ・アーヴェセン             | 松本梨香                                               |            |
| レギンス・ペイガン         | ゲイリー・リー・デイヴィス       | 西村知道                                               | 星野充昭   |
| ネクター・ペイガン         | ジム・ボーク                     | 藤本譲                                                 | 島香裕     |
| ドラッグ・ペイガン         | ビリー・レイ・シャーキー         | 高宮俊介                                               | 小室正幸   |
| 飼育員                     | ジュリアナ・ドナルド             | 松本梨香                                               | 鷹森淑乃   |
| ベッツィ・ブリーズ         | キンバリー・フォスター           |                                                        |            |
| ギャノン夫人               | メグ・ワイリー                   | 竹口安芸子                                             |            |
| ハイウェイパトロール①      | ケイシー・サンダー               | 出演シーンカット                                       | 塚田正昭   |
| ハイウェイパトロール②      | ピーター・エイクロイド           | 出演シーンカット                                       | 稲葉実     |
| チンピラ①                  | マーシャル・モーリス・ミッチェル | 喜多川拓郎                                             | 星野充昭   |
| チンピラ②                  | ルーベン・ガーフィアス           | 島田敏                                                 | 小室正幸   |
| チンピラ③                  | スチュアート・クァン             |                                                        |            |
| ナレーション               | ビル・ウィットマン               |                                                        | 稲葉実     |
| その他                     | N/A                              | - 桜井敏治 - 喜田あゆ美 - 紗ゆり - 田中正彦 - 叶木翔子 | N/A        |
| 日本語版制作スタッフ       |                                  |                                                        |            |
| 演出                       | 演出                             | 蕨南勝之                                               | 加藤敏     |
| 翻訳                       | 翻訳                             | 平田勝茂                                               | 島伸三     |
| 調整                       | 調整                             | 荒井孝                                                 |            |
| 効果                       | 効果                             | リレーション                                           |            |
| 制作                       | 制作                             | 東北新社                                               | 東北新社   |

- テレビ朝日版：初回放送1991年6月2日『日曜洋画劇場』※ソフト未収録。※正味約97分
- 機内上映版：初回放送2024年10月6日 スターチャンネル[2] ※ノーカット放送